# Hugo Charteris (11e comte de Wemyss)
Pour les articles homonymes, voir Charteris.
Hugo Richard Charteris (25 août 1857 - 12 juillet 1937), 11e comte de Wemyss (en), 7e comte de March, est un homme politique écossais.

## Biographie
Il est le fils de Francis Charteris (10e comte de Wemyss) et de Lady Anne Frederica Anson.
Il est membre de la Chambre des communes de 1883 à 1895, puis de la Chambre des lords de 1914 à 1937.

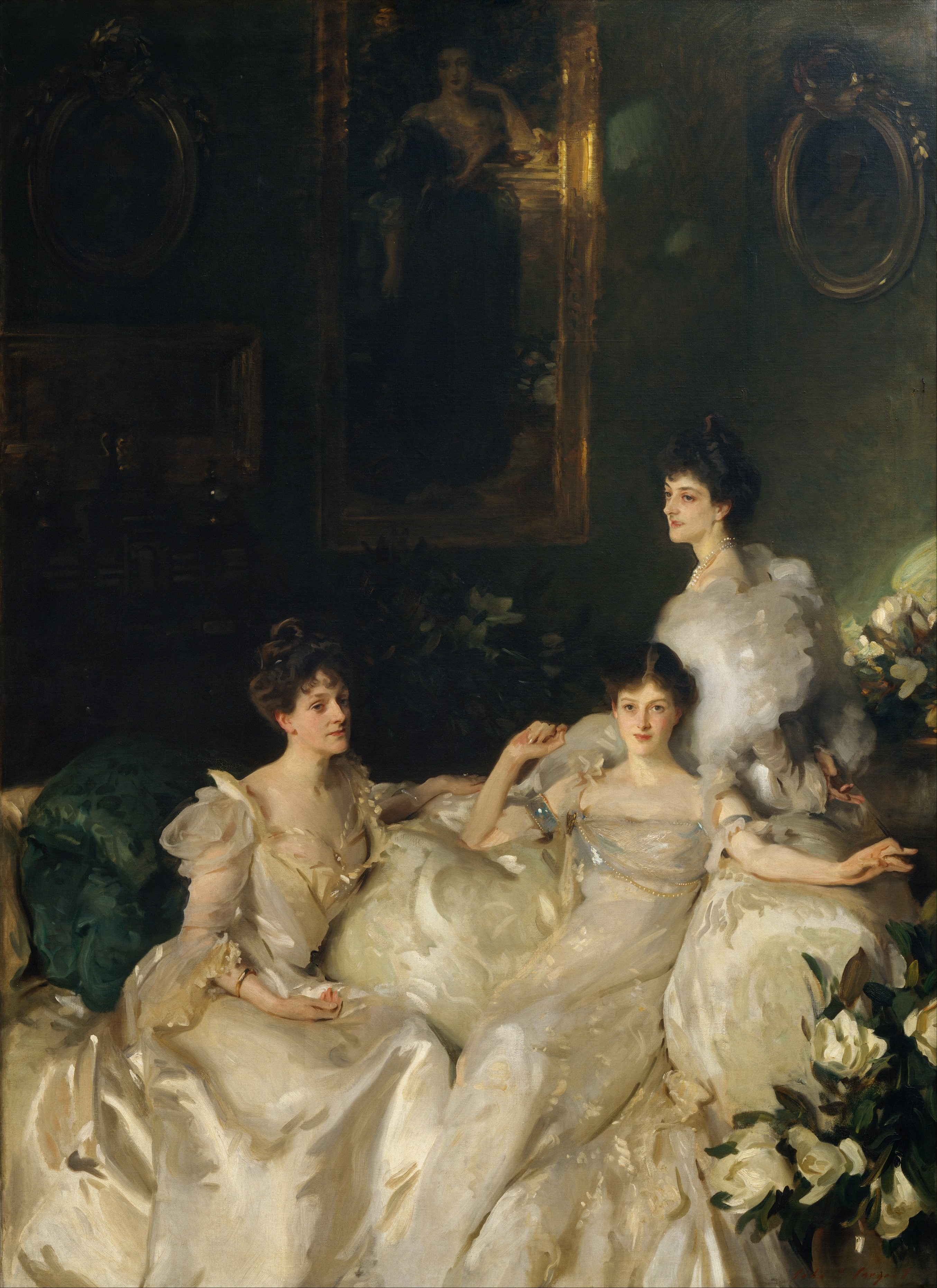
Les Sœurs Wyndham, Lady Elcho, Mrs Addeane et Mrs Tennant, 1899
John Singer Sargent
New York, Metropolitan Museum

Il épouse Mary Constance Wyndham, la fille aînée de Sir Percy Wyndham (1835-1911) qui est représentée à droite, avec ses sœurs dans le célèbre tableau de Sargent Les Sœurs Wyndham. Sargent les a peints dans le salon de la résidence de leur famille sur Belgrave Square. Sur le mur au-dessus d'elles se trouve le portrait de leur mère par George Frederic Watts (collection privée), qui établit leur généalogie et rappelle aux spectateurs les liens de Sargent avec des artistes plus âgés. Présentée en 1900 à la Royal Academy, The Wyndham Sisters est saluée par la critique et surnommée « Les Trois Grâces » par le prince de Galles.
Il est le grand-père de Martin Charteris, secrétaire privé de la reine Elisabeth II.